# Årets fotbollsspelare i England (FWA)

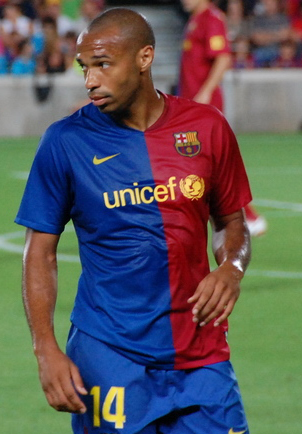
Thierry Henry är den ende som prisats tre gånger och dessutom den första att få utmärkelsen två säsonger i följd.

Årets fotbollsspelare i England (engelska: Football Writers' Association Footballer of the Year) är ett pris som årligen delas ut till den spelare som av fotbollsjournalisterna utsetts till säsongens bästa inom engelsk fotboll. Pristagaren utses genom en omröstning av fotbollsjournalistföreningen Football Writers' Association (FWA), vilken består av 400 fotbollsjournalister i England. Priset instiftades på förslag av Charles Buchan, före detta professionell fotbollsspelare, sedermera journalist och en av föreningens grundare.
Priset har delats ut sedan säsongen 1947/48 då den förste att få det var Blackpools högerytter Stanley Matthews och den senaste, säsongen 2017/18, Mohamed Salah i Liverpool. Åtta spelare har premierats mer än en gång. Den senaste av dessa är Cristiano Ronaldo, som säsongen 2007/08 mottog priset för andra gången. Thierry Henry, som senast fick priset 2005/2006, är den ende som tre gånger har utsetts till bästa spelare.

## Vinnare
Inräknat 2024 har utmärkelsen delats ut vid 77 tillfällen till 67 olika vinnare. Vid ett tillfälle utsågs två vinnare som fick dela på priset. Tabellen nedan visar även om den vinnande spelaren tilldelats fler av de utmärkelser till Årets Spelare som finns i engelsk fotboll, det vill säga spelarföreningen PFA:s utmärkelse Årets fotbollsspelare i England (PPY), PFA Supportrars pris Årets fotbollsspelare i England (FPY) och PFA Årets Unge Fotbollsspelare (YPY).

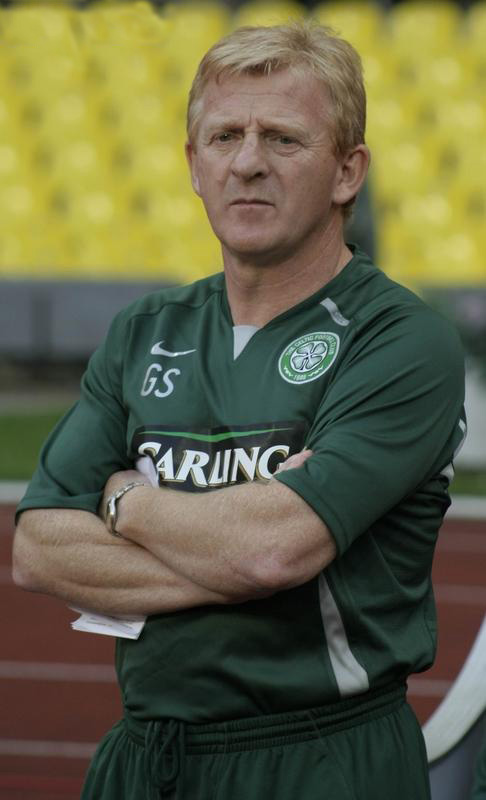
Gordon Strachan, pristagare 1990/1991.

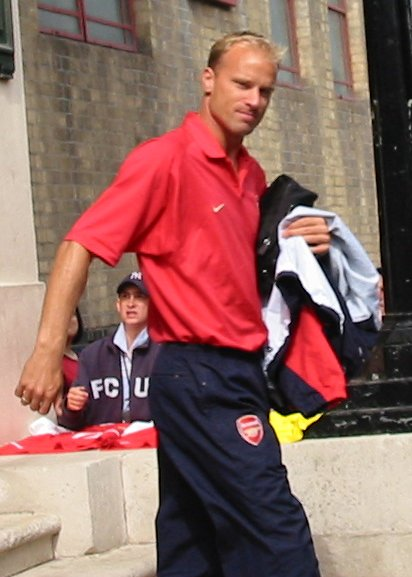
Dennis Bergkamp utsågs till bästa spelare säsongen 1997/1998.

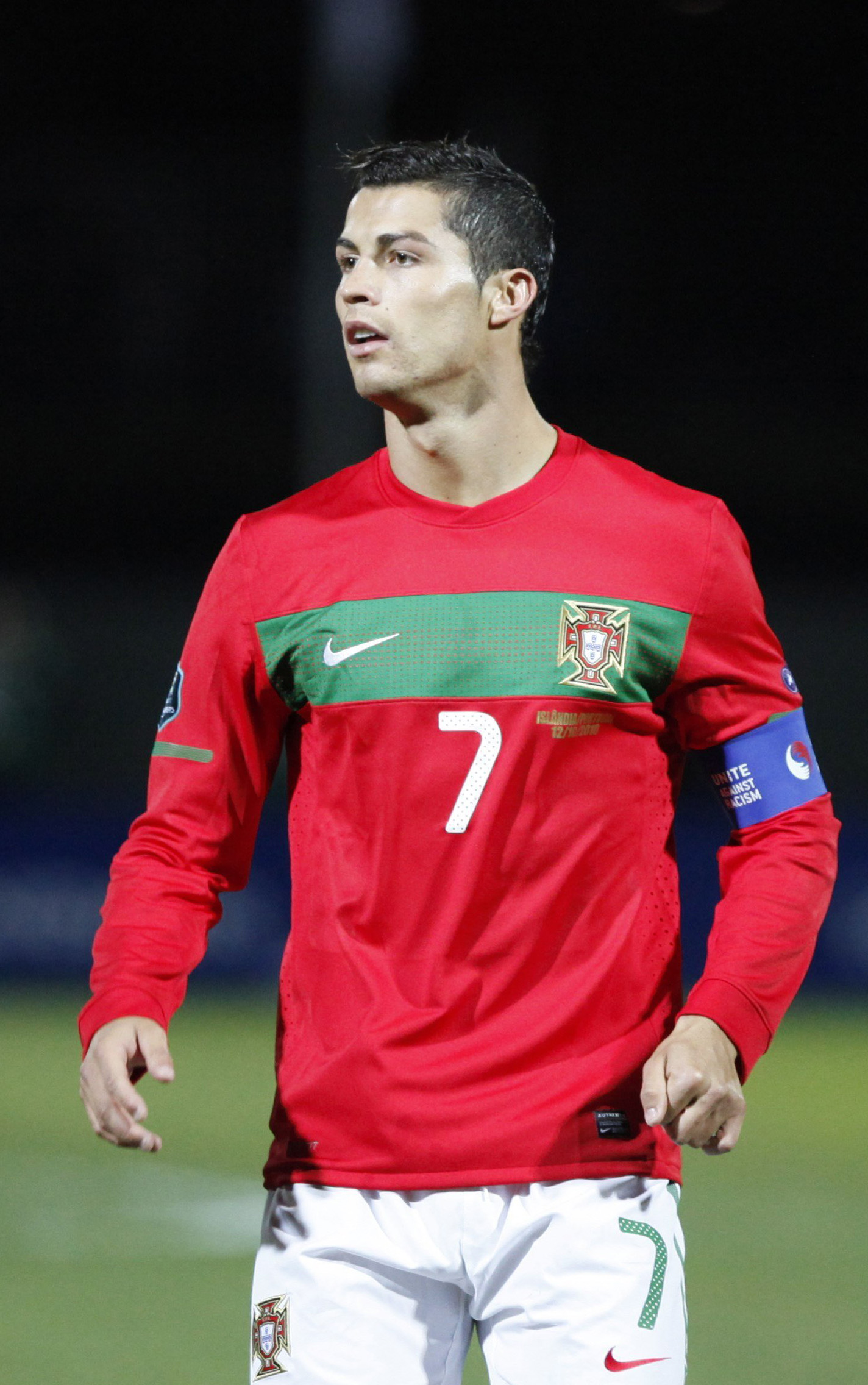
Cristiano Ronaldo hedrades två säsonger i följd, 2006/2007 och 2007/2008.

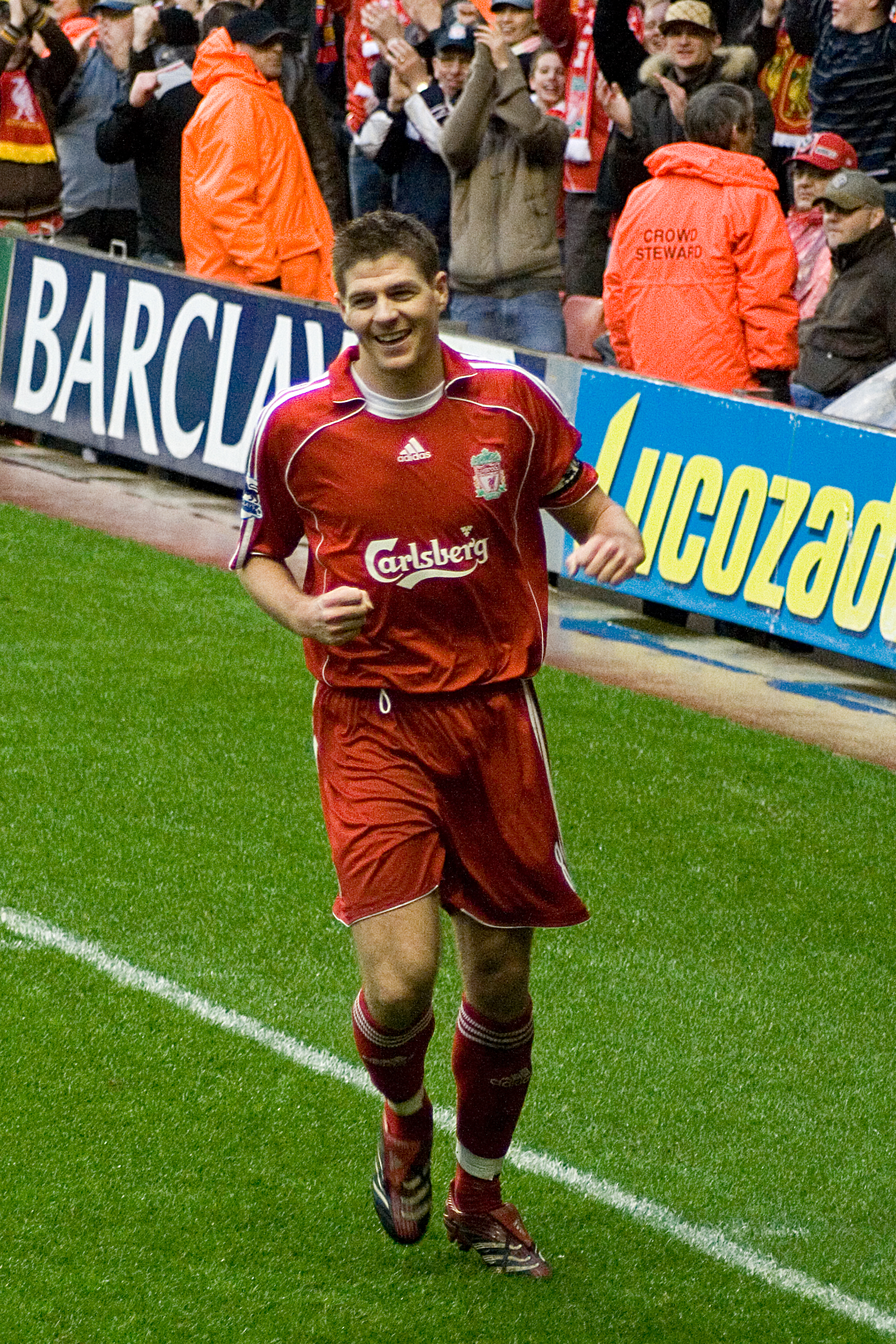
Steven Gerrard fick utmärkelsen 2008/2009, och blev därmed den förste Liverpoolspelaren att vinna på 19 år.

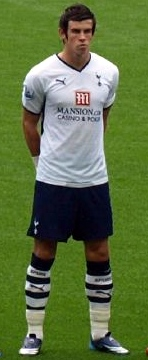
Gareth Bale, pristagare 2012/2013.

| Säsong    |                | Spelare                     | Klubb                   | Vann även     | Noteringar |
| --------- | -------------- | --------------------------- | ----------------------- | ------------- | --- |
| 1947/1948 | England        | Stanley Matthews            | Blackpool               |               | |
| 1948/1949 | Irland         | Johnny Carey                | Manchester United       |               | Förste vinnaren utanför Storbritannien.                                                                               |
| 1949/1950 | England        | Joe Mercer                  | Arsenal                 |               | |
| 1950/1951 | England        | Harry Johnston              | Blackpool               |               | |
| 1951/1952 | England        | Billy Wright                | Wolverhampton Wanderers |               | 2:a Jackie Milburn; 3:a Joe Harvey; 4:a Ron Burgess (The Times, 25 april 1952: Footballer of the Year)                |
| 1952/1953 | England        | Nat Lofthouse               | Bolton Wanderers        |               | |
| 1953/1954 | England        | Tom Finney                  | Preston North End       |               | |
| 1954/1955 | England        | Don Revie                   | Manchester City         |               | |
| 1955/1956 | Tyskland       | Bernhard Trautmann          | Manchester City         |               | |
| 1956/1957 | England        | Tom Finney (2)              | Preston North End       |               | Förste spelare att vinna utmärkelsen en andra gång.                                                                   |
| 1957/1958 | Nordirland     | Danny Blanchflower          | Tottenham Hotspur       |               | |
| 1958/1959 | England        | Syd Owen                    | Luton Town              |               | |
| 1959/1960 | England        | Bill Slater                 | Wolverhampton Wanderers |               | |
| 1960/1961 | Nordirland     | Danny Blanchflower (2)      | Tottenham Hotspur       |               | |
| 1961/1962 | England        | Jimmy Adamson               | Burnley                 |               | |
| 1962/1963 | England        | Stanley Matthews (2)        | Stoke City              |               | Förste spelare att vinna för två olika klubbar.                                                                       |
| 1963/1964 | England        | Bobby Moore                 | West Ham United         |               | |
| 1964/1965 | Skottland      | Bobby Collins               | Leeds United            |               | |
| 1965/1966 | England        | Bobby Charlton              | Manchester United       |               | |
| 1966/1967 | England        | Jack Charlton               | Leeds United            |               | |
| 1967/1968 | Nordirland     | George Best                 | Manchester United       |               | |
| 1968/1969 | England        | Tony Book (delad vinnare)   | Manchester City         |               | |
| 1968/1969 | Skottland      | Dave Mackay (delad vinnare) | Derby County            |               | |
| 1969/1970 | Skottland      | Billy Bremner               | Leeds United            |               | |
| 1970/1971 | Skottland      | Frank McLintock             | Arsenal                 |               | |
| 1971/1972 | England        | Gordon Banks                | Stoke City              |               | |
| 1972/1973 | Nordirland     | Pat Jennings                | Tottenham Hotspur       |               | Vann även priset Årets fotbollsspelare i England (PFA) 1976 och blev den förste att ha tilldelats båda utmärkelserna. |
| 1973/1974 | England        | Ian Callaghan               | Liverpool               |               | |
| 1974/1975 | England        | Alan Mullery                | Fulham                  |               | |
| 1975/1976 | England        | Kevin Keegan                | Liverpool               |               | |
| 1976/1977 | England        | Emlyn Hughes                | Liverpool               |               | |
| 1977/1978 | Skottland      | Kenny Burns                 | Nottingham Forest       |               | |
| 1978/1979 | Skottland      | Kenny Dalglish              | Liverpool               |               | |
| 1979/1980 | England        | Terry McDermott             | Liverpool               | PPY           | Förste spelare att vinna både PFA:s och FWA:s pris under samma säsong.                                                |
| 1980/1981 | Nederländerna  | Frans Thijssen              | Ipswich Town            |               | |
| 1981/1982 | England        | Steve Perryman              | Tottenham Hotspur       |               | |
| 1982/1983 | Skottland      | Kenny Dalglish (2)          | Liverpool               | PPY           | |
| 1983/1984 | Wales          | Ian Rush                    | Liverpool               | PPY           | |
| 1984/1985 | Wales          | Neville Southall            | Everton                 |               | |
| 1985/1986 | England        | Gary Lineker                | Everton                 | PPY           | |
| 1986/1987 | England        | Clive Allen                 | Tottenham Hotspur       | PPY           | |
| 1987/1988 | England        | John Barnes                 | Liverpool               | PPY           | |
| 1988/1989 | Skottland      | Steve Nicol                 | Liverpool               |               | |
| 1989/1990 | England        | John Barnes (2)             | Liverpool               |               | |
| 1990/1991 | Skottland      | Gordon Strachan             | Leeds United            |               | |
| 1991/1992 | England        | Gary Lineker (2)            | Tottenham Hotspur       |               | |
| 1992/1993 | England        | Chris Waddle                | Sheffield Wednesday     |               | |
| 1993/1994 | England        | Alan Shearer                | Blackburn Rovers        |               | |
| 1994/1995 | Tyskland       | Jürgen Klinsmann            | Tottenham Hotspur       |               | |
| 1995/1996 | Frankrike      | Eric Cantona                | Manchester United       |               | |
| 1996/1997 | Italien        | Gianfranco Zola             | Chelsea                 |               | |
| 1997/1998 | Nederländerna  | Dennis Bergkamp             | Arsenal                 | PPY           | |
| 1998/1999 | Frankrike      | David Ginola                | Tottenham Hotspur       | PPY           | |
| 1999/2000 | Irland         | Roy Keane                   | Manchester United       | PPY           | |
| 2000/2001 | England        | Teddy Sheringham            | Manchester United       | PPY           | |
| 2001/2002 | Frankrike      | Robert Pirès                | Arsenal                 |               | |
| 2002/2003 | Frankrike      | Thierry Henry               | Arsenal                 | PPY, FPY      | |
| 2003/2004 | Frankrike      | Thierry Henry (2)           | Arsenal                 | PPY, FPY      | Förste spelare att vinna priset två år i rad.                                                                         |
| 2004/2005 | England        | Frank Lampard               | Chelsea                 | FPY           | |
| 2005/2006 | Frankrike      | Thierry Henry (3)           | Arsenal                 |               | Förste spelare att vinna utmärkelsen tre gånger.                                                                      |
| 2006/2007 | Portugal       | Cristiano Ronaldo           | Manchester United       | PPY, FPY, YPY | Förste spelare att vinna fyra utmärkelser under samma säsong.                                                         |
| 2007/2008 | Portugal       | Cristiano Ronaldo (2)       | Manchester United       | PPY, FPY      | |
| 2008/2009 | England        | Steven Gerrard              | Liverpool               | FPY           | |
| 2009/2010 | England        | Wayne Rooney                | Manchester United       | PPY           | |
| 2010/2011 | England        | Scott Parker                | West Ham United         |               | |
| 2011/2012 | Nederländerna  | Robin van Persie            | Arsenal                 | PPY, FPY      | |
| 2012/2013 | Wales          | Gareth Bale                 | Tottenham Hotspur       | PPY YPY       | |
| 2013/2014 | Uruguay        | Luis Suárez                 | Liverpool               | PPY           | |
| 2014/2015 | Belgien        | Eden Hazard                 | Chelsea                 | PPY           | |
| 2015/2016 | England        | Jamie Vardy                 | Leicester City          |               | [ 19 ] |
| 2016/2017 | France         | N'Golo Kanté                | Chelsea                 | PPY           | [ 20 ] |
| 2017/2018 | Egypt          | Mohamed Salah               | Liverpool               | PPY, FPY      | [ 21 ] |
| 2018/2019 | England        | Raheem Sterling             | Manchester City         | YPY           | |
| 2019/2020 | England        | Jordan Henderson            | Liverpool               |               | |
| 2020/2021 | Portugal       | Rúben Dias                  | Manchester City         |               | |
| 2021/2022 | Egypten        | Mohamed Salah (2)           | Liverpool               | PPY, FPY      | |
| 2022/2023 | Norge          | Erling Haaland              | Manchester City         | PPY           | |
| 2023/2024 | England        | Phil Foden                  | Manchester City         | PPY           | |
| 2024/2025 | Egypten        | Mohamed Salah (3)           | Liverpool               |               | |

Förkortningar:
YPY  = PFA:s Årets Unge Spelare (PFA:s Young Player of the Year)
 FPY  = Supportrarnas pris till årets spelare (PFA) (FPA:s Fan's Player of the Year award)
PPY = Spelarföreningens PFA:s pris till Årets Spelare (PFA Players' Player of the Year) 

## Summering av vinnarna

### Spelare som har vunnit fler än en gång
| Spelare            | Land       | Antal gånger |
| ------------------ | ---------- | ------------ |
| Thierry Henry      | Frankrike  | 3            |
| Mohamed Salah      | Egypten    | 3            |
| Tom Finney         | England    | 2            |
| Danny Blanchflower | Nordirland | 2            |
| Stanley Matthews   | England    | 2            |
| Kenny Dalglish     | Skottland  | 2            |
| John Barnes        | England    | 2            |
| Gary Lineker       | England    | 2            |
| Cristiano Ronaldo  | Portugal   | 2            |

### Vinnare per land
| Land          | Antal vinnare | Vinnande säsong(er) |
| ------------- | ------------- | --- |
| England       | 39            | 1947/1948, 1949/1950, 1950/1951, 1951/1952, 1952/1953, 1953/1954, 1954/1955, 1956/1957, 1958/1959, 1959/1960, 1961/1962, 1962/1963, 1963/1964, 1965/1966, 1966/1967, 1968/1969 (en av två vinnare (delat pris)), 1971/1972, 1973/1974, 1974/1975, 1975/1976, 1976/1977, 1979/1980, 1981/1982, 1985/1986, 1986/1987, 1987/1988, 1989/1990, 1991/1992, 1992/1993, 1993/1994, 2000/2001, 2004/2005, 2008/2009, 2009/2010, 2010/2011, 2015/2016, 2018/2019, 2019/2020, 2023/2024 |
| Skottland     | 9             | 1964/1965, 1968/1969 (en av två vinnare (delat pris)), 1969/1970, 1970/1971, 1977/1978, 1978/1979, 1982/1983, 1988/1989, 1990/1991 |
| Frankrike     | 7             | 1995/1996, 1998/1999, 2001/2002, 2002/2003, 2003/2004, 2005/2006, 2016/2017 |
| Nordirland    | 4             | 1957/1958, 1960/1961, 1967/1968, 1972/1973 |
| Egypten       | 3             | 2017/2018, 2021/2022, 2024/2025 |
| Nederländerna | 3             | 1980/1981, 1997/1998, 2011/2012 |
| Portugal      | 3             | 2006/2007, 2007/2008, 2020/2021 |
| Wales         | 3             | 1983/1984, 1984/1985, 2012/2013 |
| Irland        | 2             | 1948/1949, 1999/2000 |
| Tyskland      | 2             | 1955/1956, 1994/1995 |
| Italien       | 1             | 1996/1997 |
| Norge         | 1             | 2022/2023 |
| Uruguay       | 1             | 2013/2014 |

### Vinnare per klubb
| Klubb                   | Antal vinnare | Vinnande säsong(er) |
| ----------------------- | ------------- | --- |
| Liverpool               | 16            | 1973/1974, 1975/1976, 1976/1977, 1978/1979, 1979/1980, 1982/1983, 1983/1984, 1987/1988, 1988/1989, 1989/1990, 2008/2009, 2013/2014, 2017/2018, 2019/2020, 2021/2022, 2024/2025 |
| Manchester United       | 9             | 1948/1949, 1965/1966, 1967/1968, 1995/1996, 1999/2000, 2000/2001, 2006/2007, 2007/2008, 2009/2010                                                                              |
| Tottenham Hotspur       | 9             | 1957/1958, 1960/1961, 1972/1973, 1981/1982, 1986/1987, 1991/1992, 1994/1995, 1998/1999, 2012/2013                                                                              |
| Arsenal                 | 8             | 1949/1950, 1970/1971, 1997/1998, 2001/2002, 2002/2003, 2003/2004, 2005/2006, 2011/2012                                                                                         |
| Manchester City         | 6             | 1954/1955, 1955/1956, 1968/1969 (en av två vinnare (delat pris)), 2018/2019, 2020/2021, 2022/2023, 2023/2024                                                                   |
| Leeds United            | 4             | 1964/1965, 1966/1967, 1969/1970, 1990/1991 |
| Chelsea                 | 3             | 1996/1997, 2004/2005, 2016/2017 |
| Everton                 | 2             | 1984/1985, 1985/1986 |
| Stoke City              | 2             | 1962/1963, 1971/1972 |
| Wolverhampton Wanderers | 2             | 1951/1952, 1959/1960 |
| Preston North End       | 2             | 1953/1954, 1956/1957 |
| Blackpool               | 2             | 1947/1948, 1950/1951 |
| West Ham United         | 2             | 1963/1964, 2010/2011 |
| Blackburn Rovers        | 1             | 1993/1994 |
| Sheffield Wednesday     | 1             | 1992/1993 |
| Ipswich Town            | 1             | 1980/1981 |
| Nottingham Forest       | 1             | 1977/1978 |
| Fulham                  | 1             | 1974/1975 |
| Derby County            | 1             | 1968/1969 (en av två vinnare) |
| Burnley                 | 1             | 1961/1962 |
| Luton Town              | 1             | 1958/1959 |
| Bolton Wanderers        | 1             | 1952/1953 |
| Leicester City          | 1             | 2015/2016 |